# Білоріченськ (Омутнінський район)
Білорі́ченськ (рос. Белореченск) — селище у складі Омутнінського району Кіровської області, Росія. Адміністративний центр Білоріченського сільського поселення.

## Населення
Населення становить 1292 особи (2010, 1519 у 2002).

## Історія
1963 року селище отримало статус селища міського типу, але втратило його 2005 року.